# برونو گودلی
برونو گودلی (انگلیسی: Bruno Gudelj؛ زادهٔ ۸ مهٔ ۱۹۶۶) بازیکن هندبال اهل کرواسی بود.